# Jane Eyre
Jane Eyre je engleski roman nastao 1847. godine tijekom romantizma. Kad je objavljen, kao autor je naveden Currer Bell, što je bio pseudonim kojim je Charlotte Brontë krila svoj spol. Naime, mnogi su književni kritičari tada smatrali književnice drugorazrednima. Podnaslov knjige je glasio Autobiografija, što upućuje na posuđivanje ideja iz njemačkog žanra Bildungsroman (roman o odgoju) iz 19. stoljeća. U tim su pričama o odrastanju čitatelji obično pratili živote protagonista od djetinjstva do odrasle dobi te njihovo svladavanje zapreka na putu prema zrelosti. Znakovita je činjenica da se razvoj ličnosti i identiteta obično istraživao kroz muške likove jer se u to vrijeme smatralo da žene nemaju jednaku intelektualnu dubinu. Roman Jane Eyre u svoje je vrijeme bio radikalno djelo jer se temelji na pretpostavci da žene imaju složen unutarnji život, baš kao i muškarci, te da nisu samo površna bića koja definira njihova vanjština i ljepota.

## Autorica
Charlotte Brontë rođena je 21. travnja 1816. u Yorkshireu u Engleskoj kao treća kći župnika Patricka Brontëa i njegove supruge Mary Branwell. Zajedno sa starijim sestrama Brontë, Mary i Elizabeth, 1824. poslana je u internat, gdje su loši životni uvjeti prouzročili epidemiju tifusa. Charlotte je smatrala da je upravo ta bolest kriva za preranu smrt njezinih sestara te je svoja iskustva iz škole upotrijebila kao temelj za školu Lowood u Jane Eyre.
Charlotte je radila kao odgojiteljica i učiteljica. Njezin prvi roman Profesor bio je odbijen za objavljivanje te je tiskan tek posmrtno. Nakon velikog uspjeha Jane Eyre 1847. godine, slijedile su tragedije u autoričinu životu. Najprije joj je preminuo brat Patrick, a zatim i dvije preostale sestre, Emily i Anne. Od šestoro djece obitelji Brontë, Charlotte je jedina još bila živa. Godine 1854. udala se za vlč. A. B. Nichollsa, a preminula je tijekom porođaja u ožujku sljedeće godine.

## Viktorijanski feminizam
- 1847. Emily Brontë objavljuje Orkanske visove u kojima istražuje feministička pitanja roda, obiteljskih uloga i položaja žena u viktorijanskome društvu.
- 1853. Objavljeno je djelo Villette Charlotte Brontë. Smatra se zrelijom preradom njezinih ranijih tema o samoodređivanju, identitetu i samostalnosti žena.
- 1860. Mlin na Flossi George Eliot suprotstavlja teme ženskoga intelektualnog razvoja i koncepta obiteljske dužnosti.
- 1892. Charlotte Perkins Gilman objavljuje novelu Žute tapete, rani primjer američke feminističke književnosti, koja se bavi mentalnim zdravljem žena u kontekstu patrijarhalne represije.

## Razvoj likova
Brontëina neugledna, strastvena i inteligentna junakinja poziva čitatelje da prate njezin emocionalan razvoj i odnose te suosjećaju s njima i pokšaju razumjeti položaj pripadnica njezine klase i neravnopravnost s kojom se susreću djevojke i žene. Za razliku od tadašnjih tipičnih ženskih likova, Jane Eyre nije tipizirani lik, već o slojevitom karakteru kojeg pratimo od njezina djetinjstva kao siročeta u kućanstvu tete, do školovanja u dobrotvornom internatu Lowood, do zapošljavanja na mjestu guvernante u palači Thornfield Hall. Brontë ju predstavlja kao složeno ljudsko biće, a čitatelji razvijaju emocionalnu vezu s njom, od zlostavljanja u djetinjstvu do kasnijih nepravdi zbog pomanjkanja slobode i samostalnosti. Janeina želja za slobodom i nemir izraženi su jezikom buntovništva i prkosa.
U Thornfield Hallu Jane upoznaje vlasnika, tajanstvenog Edwarda Rochestera (u kojeg se zaljubljuje). Postaje dio njegove složene mreže međuljudskih odnosa - osobito onoga s njegovom prvom, umobolnom suprugom Berthom Mason, koja je zatočena na tavanu kuće. Budući da se ne može udati za Rochestera, Jane napušta Thornfield. Isprva nema novca, ali sudbina joj se ipak osmjehuje i vraća ju u Rochesterov zagrljaj.

### Bertha Mason
Neke feminističke teoretičarke Berthu Mason - nestabilnu zatočenu suprugu E. Rochestera - promatraju kao metaforički odraz same Jane i njezina društvenog položaja:
- Jane čuje glasove (Berthu smatraju slaboumnom).
- Jane kao dijete učena je potiskivati osjećaje (Bertha izražava svoj bijes, uzburkane emocije i strasti).
- Jane reagira "poput lude mačke" nakon što je u djetinjstvu teta zaključa u sobu (Bertha reži "poput čudne, divlje životinje).
- Jane je zatočena unutar kućanstva (Bertha je doslovno zatočena).

## Antirobovska i revolucionarna retorika
U Jane Eyre, taj se politički jezik ne koristi samo u odnosu prema čovječanstvu općenito, već konkretno prema pripadnicama srednje klase u viktorijanskome društvu te ograničenjima nametnutima njihovim životima.
Jane govori da žene "pate od pretjerano strogih ograničenja, pretjeranog mrtvila, baš kao što bi to činili i muškarci; a uskogrudno je kad povlašteniji pripadnici iste vrste govore da bi se trebale ograničavati na pripremu pudinga i pletenje čarapa, sviranje glasovira i vezenje torbi."
Taj se zahtjev za ravnopravnošću spolova provlači kroz cijeli roman dok Jane Eyre postupno navodi argumente u prilog ženskog potrebi za slobodom i samostalnošću: 

Navedeni feministički aspekti romana u trenutku objave nisu prošli nezamijećeno. Dok su mnogi kritičari hvalili roman, neki su kritizirali njegov radikalan sadržaj i "neženstven" doživljaj žena. Međutim, Jane Eyre veoma je brzo postajala jedna od najutjecajnijih književnih junakinja svojeg vremena. Nakon objavljivanja romana, u viktorijanskoj se književnosti pojavila nova vrsta protagonistice - neugledna, buntovna i inteligentna. Stajala je nasuprot pasivnim, slatkim, zgodnim i kućanskim junakinjama koje su obično predstavljali muški autori poput Charlesa Dickensa i Williama Makepeacea Thackerayja. 
"Žene općenito valjaju biti sasvim smirene: ali žene se osjećaju baš kao i muškarci; trebaju vježbati svoje sposobnosti i prostor za svoja nastojanja jednako kao i njihova braća."